# Open di Francia 1977
L'Open di Francia 1977 è stata la 76ª edizione degli Open di Francia di tennis, si è svolto sui campi in terra rossa dello Stade Roland Garros di Parigi, Francia, dal 23 maggio al 5 giugno 1977.
Il singolare maschile è stato vinto dall'argentino Guillermo Vilas, che si è imposto sullo statunitense Brian Gottfried in tre set col punteggio di 6–0, 6–3, 6–0. Il singolare femminile è stato vinto dalla jugoslava Mima Jaušovec, che ha battuto in tre set la rumena Florența Mihai. Nel doppio maschile si sono imposti Brian Gottfried e Raúl Ramírez. Nel doppio femminile hanno trionfato Regina Maršíková e Pam Teeguarden. Nel doppio misto la vittoria è andata a Mary Carillo in coppia con John McEnroe.

## Partecipanti

### Teste di serie
| Nazionalità    | Giocatore          | Ranking | Testa di serie |
| -------------- | ------------------ | ------- | -------------- |
| Romania        | Ilie Năstase       | 3       | 1              |
| Italia         | Adriano Panatta    | 7       | 2              |
| Argentina      | Guillermo Vilas    | 6       | 3              |
| Stati Uniti    | Eddie Dibbs        | 9       | 4              |
| Stati Uniti    | Brian Gottfried    | 10      | 5              |
| Messico        | Raúl Ramírez       | 5       | 6              |
| Stati Uniti    | Harold Solomon     | 8       | 7              |
| Spagna         | Antonio Muñoz      | 123     | 8              |
| Polonia        | Wojciech Fibak     | 14      | 9              |
| Stati Uniti    | Stan Smith         | 16      | 10             |
| Italia         | Corrado Barazzutti | 22      | 11             |
| Stati Uniti    | Robert Lutz        | 20      | 12             |
| Cecoslovacchia | Jan Kodeš          | 19      | 13             |
| Cile           | Jaime Fillol       | 24      | 14             |
| Ungheria       | Balázs Taróczy     | 31      | 15             |
| Francia        | François Jauffret  | 26      | 16             |

### Altri partecipanti
I seguenti giocatori sono passati dalle qualificazioni:

- Peter Elter
- Pavel Hutka
- John McEnroe
- Dominique Bedel
- Robin Drysdale
- Gianni Ocleppo
- Pavel Složil
- Terry Rocavert
- Jan Simbera
- Ricardo Ycaza
- Jose Moreno
- Patrice Beust

## Seniors

### Singolare maschile
Guillermo Vilas ha battuto in finale  Brian Gottfried con il punteggio di 6–0, 6–3, 6–0.

### Singolare femminile
Mima Jaušovec ha battuto in finale  Florența Mihai con il punteggio di 6–2, 6–7, 6–1.

### Doppio maschile
Brian Gottfried /  Raúl Ramírez hanno battuto in finale  Wojciech Fibak /  Jan Kodeš con il punteggio di 7–6, 4–6, 6–3, 6–4.

### Doppio Femminile
Regina Maršíková /  Pam Teeguarden hanno battuto in finale  Rayni Fox /  Helen Gourlay Cawley con il punteggio di 5–7, 6–4, 6–2.

### Doppio Misto
Mary Carillo /  John McEnroe hanno battuto in finale  Florența Mihai /  Iván Molina con il punteggio di 7–6, 6–3.